# Unapologetic
Unapologetic е седмият студиен албум на барбадоската певица Риана. Издаден е на 19 ноември 2012 г.
По време на 56-а церемония на наградите Грами която се проведе на 26 януари 2014 г. Unapologetic спечели Grammy Award за Best Urban Contemporary Album.

## Списък с песни

### Оригинален траклист
1. Phresh Out the Runaway – 3:42
2. Diamonds – 3:45
3. Numb (с Еминем) – 3:25
4. Pour It Up – 2:41
5. Loveeeeeee Song (с Фючър) – 4:16
6. Cockiness (Love It) – 2:58
7. Jump – 4:24
8. Right Now (с Давид Гета) – 3:01
9. What Now – 4:03
10. Stay (с Мики Еко) – 4:00
11. Nobody's Bussiness (с Крис Браун) – 3:36
12. Love Without Tragedy/Mother Mary – 6:58
13. Get It Over With – 3:31
14. No Love Allowed – 4:09
15. Lost in Paradise – 3:35

### River Island ексклузивно издание
1. Diamonds (Congorock Remix) – 5:08

### Делукс издание
1. Half of Me – 3:12
2. Diamonds (Dave Audé 100 Extended Mix) – 5:03
3. Diamonds (Gregor Salto Downtempo Remix) – 4:29

### Делукс издание (DVD)
1. "Виж първо: 2012 Loud Tour на живо от the O2" – 23:04

### Diamonds ексклузивно платиниум box издание
1. Diamonds (Gregor Salto Downtempo Remix) – 4:29
2. Diamonds (The Bimbo Jones Downtempo) – 3:14
3. Diamonds (Dave Audé 100 Extended Mix) – 5:03
4. Diamonds (Steven Redant Festival Mix) – 7:15
5. Diamonds (The Bimbo Jones Vocal Remix) – 6:19

## Сингли
Diamonds е първият сингъл от албума. Песента е издадена на 27 септември 2012 г.
"Stay" е издаден на 7 януари 2013 г. във Великобритания и на 29 януари 2013 г. във САЩ.
Pour It Up е издаден на 8 януари 2013 г.
What Now е издаден на 29 август 2013 г.